# Lou Bernstein
Lou Bernstein (* 28. Februar 1911 in New York City; † 2. August 2005 in Boca Raton, Florida) war ein US-amerikanischer Fotograf und Lehrer, der für seine Schwarz-Weiß-Fotografien des urbanen Lebens in New York City bekannt wurde. Er war ein führendes Mitglied der Photo League. Die Photo League war eine Organisation von Fotografen in New York City, die sich der Dokumentation des Lebens in den Arbeitervierteln widmete. Sie wurde 1936 gegründet und bot ihren Mitgliedern Schulungen, Ausstellungsräume und eine Plattform für den Austausch über soziale und kreative Themen. Die Photo League spielte eine wichtige Rolle bei der Entwicklung der sozialdokumentarischen Fotografie in den USA.

## Leben
Judah Leon Bernstein wuchs als ältester Sohn rumänisch-jüdischer Einwanderer in der Lower East Side von New York auf. Aufgrund einer Verletzung seines Vaters musste er die Schule verlassen, um zum Lebensunterhalt der Familie beizutragen. Er arbeitete zunächst als Straßenverkäufer und später als Mitglied der Harmonica Rascals, einer fahrenden Musikgruppe. 1931 heiratete er Mildred Marder. Nach der Geburt ihres ersten Kindes schenkte ihm seine Frau 1937 eine Kamera, die den Beginn seiner Karriere als Fotograf markierte. Lou Bernstein trat 1940 der Photo League bei, einer Organisation von Fotografen, die sich der dokumentarischen Fotografie und sozialen Themen widmete. Dort wurde er von Sid Grossman unterrichtet, der einen entscheidenden Einfluss auf seine fotografische Entwicklung ausübte. Bernstein konzentrierte sich auf die Dokumentation des Alltagslebens in New York und fotografierte bevorzugt in vertrauter Umgebung und Nachbarschaft.  
Neben seiner fotografischen Arbeit war Lou Bernstein auch als Lehrer tätig. Er unterrichtete unter anderem an der Phoenix School of Design und vertrat W. Eugene Smith während dessen Abwesenheit an der Cooper Union. Seine Lehrmethoden zeichneten sich durch einen ermutigenden Ansatz aus, bei dem er seine Studenten dazu anregte, ihre eigenen Gefühle und Ansichten in ihren Fotografien auszudrücken. Nach dem Tod seiner Frau im Jahr 2001 zog Lou Bernstein nach Florida, um näher bei seiner Familie zu sein. Obwohl er nicht mehr aktiv als Fotograf tätig war, wurden seine Arbeiten weiterhin ausgestellt und gewürdigt. Lou Bernsteins Fotografien sind heute in den Sammlungen renommierter Institutionen wie dem Museum of Modern Art, dem International Center of Photography und dem Museum of Fine Arts in Houston vertreten.

## Werk
Lou Bernsteins Werk zeichnet sich durch seine einfühlsame Darstellung des urbanen Lebens aus. Er fotografierte häufig an Orten wie Coney Island, dem New York Aquarium und dem Fulton Fish Market und kehrte über Jahrzehnte immer wieder an diese Orte zurück, um deren Wandel und Kontinuität festzuhalten. Seine Arbeiten bieten einen intimen Einblick in das Leben der Menschen in New York City und spiegeln gleichzeitig universelle menschliche Erfahrungen wider.
Seine Fotografien wurden in zahlreichen Ausstellungen gezeigt, darunter 1955 in der bahnbrechenden Ausstellung The Family of Man im Museum of Modern Art. 1980 widmete ihm das International Center of Photography (ICP) in New York die Ausstellung A Retrospective Look.